# Carlos Eduardo Ventura
Carlos Eduardo Ventura (sinh ngày 15 tháng 3 năm 1974) là một cầu thủ bóng đá người Brasil.

## Sự nghiệp câu lạc bộ
Carlos Eduardo Ventura đã từng chơi cho Kashiwa Reysol.

## Thống kê câu lạc bộ

### J.League
| Đội            | Năm       | J.League | J.League | J.League Cup | J.League Cup | Tổng cộng | Tổng cộng |
| Đội            | Năm       | Trận     | Bàn      | Trận         | Bàn          | Trận      | Bàn       |
| -------------- | --------- | -------- | -------- | ------------ | ------------ | --------- | --------- |
| Kashiwa Reysol | 1998      | 5        | 3        | 4            | 2            | 9         | 5         |
| Tổng cộng      | Tổng cộng | 5        | 3        | 4            | 2            | 9         | 5         |